# Klenice (Stračov)
Klenice (německy Klenitz) je malá vesnice, část obce Stračov v okrese Hradec Králové. Nachází se asi 2 km na severovýchod od Stračova. Prochází zde silnice I/35. V roce 2009 zde bylo evidováno 30 adres. V roce 2001 zde trvale žilo 49 obyvatel.
Klenice je také název katastrálního území o rozloze 2,8 km2.